# Catonia basalis
Catonia basalis är en insektsart som först beskrevs av Fowler 1904.  Catonia basalis ingår i släktet Catonia och familjen vedstritar. Inga underarter finns listade i Catalogue of Life.